# Mons Gruithuisen Gamma

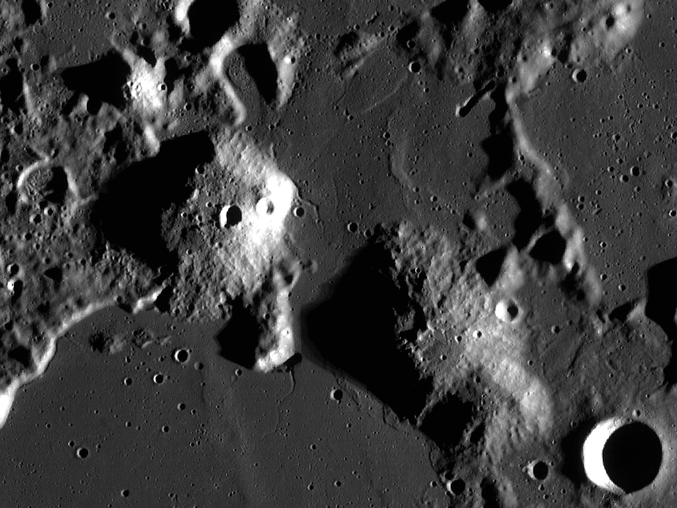
Mons Gruithuisen Gamma et Mons Gruithuisen Delta

Le Mons Gruithuisen Gamma est une montagne lunaire d'un diamètre de 20 km à la base située vers 36, −40,5 entre la Mare Imbrium et l'Oceanus Procellarum. Il est situé du côté ouest du Mons Gruithuisen Delta. Son nom est dû au cratère Gruithuisen (en) à environ 80 kilomètres sud. Le cratère Mairan est également à une centaine de kilomètres au nord.